# School of Seven Bells
School of Seven Bells (oder auch SVIIB) war eine Dream Pop/Shoegaze-Band aus Brooklyn, New York. Sie wurde im Jahr 2007 von Benjamin Curtis sowie den Zwillingsschwestern Alejandra Deheza und Claudia Deheza gegründet. Claudia Deheza verließ die Band 2010. Benjamin Curtis starb im Jahr 2013 im Alter von 35 Jahren nach einer Krebserkrankung. Während dieser Erkrankung schrieb er jedoch noch viele neue Songs und nahm Demos auf, welche nach seinem Tod von Alejandra fertiggestellt und postum im Jahr 2016 als das vierte Studioalbum SVIIB veröffentlicht wurden.
Der Bandname leitet sich von einer brasilianischen Schule für die Kunst des Taschendiebstahls ab.

## Geschichte
Benjamin Curtis (vorher als Gitarrist der Alternative-Rock-Band Secret Machines bekannt) traf die Zwillinge Alejandra und Claudia Deheza (beide vorher bei On!Air!Library!) während einer Support-Tour für die Band Interpol. Die drei beschlossen, ihre Verpflichtungen gegenüber ihren alten Bands zu beenden und zusammen ein Heimstudio zu gründen.
Die Band hatte einen unorthodoxen Songwriting-Prozess, der mit Texten begann, die dann durch die Musik ergänzt wurden. Curtis sagte, dass dieser Prozess der wichtigste Teil der Band sei, „alles andere ist Begleitung“. Ein Vorher-Nachher-Beispiel wurde von NPRs Programm Day to Day gehostet.
Ihre Debüt-Single My Cabal wurde im Mai 2007 über das britische Label Sonic Cathedral veröffentlicht. Eine 12"/digitale EP, Face to Face on High Places, folgte im September 2007 über das Label Table of the Elements, zusätzlich zu einer Single des Produzenten Prefuse 73 mit dem Titel Class of 73 Bells, auf der die Band vertreten war. Es folgte eine Tour mit Blonde Redhead und Prefuse 73. Das Debüt-Album, Alpinisms, folgte ein Jahr später, welches auf einer UK-Tour zusammen mit Bat for Lashes erstmals auch in Europa präsentiert wurde. Das Lied Chain erschien außerdem auf Kompilationen von Adult Swim und Ghostly International.
Das zweite Album, Disconnect from Desire, erschien im Juli 2010 und wurde vom Pitchfork Magazin regelrecht gefeiert. Während der begleitenden Tour coverten sie unter anderem auch den Song Kiss Them for Me der britischen Band Siouxsie and the Banshees. Die Band wurde beim MTV Video Music Brasil 2010 mit dem Aposta Internacional ausgezeichnet. Claudia Deheza verließ die Band aus persönlichen Gründen.
Im Februar 2012 wurde das dritte Album Ghostory veröffentlicht, erstmals nun als Duo. Es enthielt mehrere Singles, darunter The Night, Lafaye und Scavenger. Es folgte im November des gleichen Jahres die EP Put Your Sad Down.
Im Februar 2013 wurde bei Curtis nach mehreren Wochen mit Symptomen ein T-Zell-Lymphoblasten-Lymphom diagnostiziert. Er erholte sich davon nicht und starb am 29. Dezember 2013 im Memorial Sloan Kettering Cancer Center in New York.
Das letzte Stück, das Curtis produzierte, ist ein Cover von Joey Ramones I Got Knocked Down (But I’ll Get Up), und erschien im Juni 2014. Das vierte und letzte Album, SVIIB, wurde nach dem Tod von Curtis durch Alejandra Deheza allein fertiggestellt und im Februar 2016 veröffentlicht, inkl. der Single Open Your Eyes.

## Stil
School of Seven Bells’ Musik wurde meist als Indie-Rock, Dream Pop, Shoegaze und Electronic bezeichnet, der Sound als verträumt, atmosphärisch beschrieben und ihre Texte als abstrakt.
Laut eigener Aussagen waren die musikalischen Einflüsse von Benjamin Curtis hauptsächlich in der Musik von Kraftwerk, Wire, Beyoncé, New Order und Blonde Redhead zu finden, außerdem verehrte er die Musiker Joni Mitchell und Robert Wyatt. Er sagte einmal in einem Interview „We're huge fans of pop, too, mainly because we're huge fans of smart songwriting“ (Wir lieben Pop so sehr, weil wir auf elegantes Songwriting stehen).

## Besetzung
Bei seinen Tourneen setzte SVIIB zusätzliche Mitglieder ein, darunter die Bassisten James Elliott und Daniel Duemer, Schlagzeuger Zachary Shigeto Saginaw (heute bekannt für seine Arbeit als elektronischer Musiker Shigeto), Joe Stickney (Bär im Himmel), Christopher Colley und Keyboarder / Backgroundsänger Allie Alvarado.

## Diskografie

### Alben
- Alpinisms (2008)
- Disconnect from Desire (2010)
- Ghostory (2012)
- SVIIB (2016)

### EPs
- Face to Face on High Places (2007)
- Put Your Sad Down (2012)

### Singles
- My Cabal (2007)
- Half Asleep(2008)
- Iamundernodisguise (2009)
- Windstorm (2010)
- Heart Is Strange (2010)
- I L U (2010)
- Lafaye (2012)
- The Night (2012)
- Scavenger (2012)
- Open Your Eyes (2015)
- On My Heart (2016)
- Ablaze (2016)
- Signals (2016)